# Victory II
Die Victory II ist ein Passagierschiff unter der Flagge der Bahamas. Das Schiff wird seit 2024 von Victory Cruise Lines für Kreuzfahrten auf den Großen Seen, dem Sankt-Lorenz-Seeweg und entlang der Atlantikküste bis nach Portsmouth im US-Bundesstaat Virginia eingesetzt.

## Geschichte
Das Schiff wurde unter der Baunummer 243 auf der Werft Atlantic Marine in Jacksonville, Florida, für American Classic Voyages gebaut. Benannt wurde das Schiff nach dem Leuchtturm im Norden der Halbinsel Cape Cod im US-Bundesstaat Massachusetts. American Classic Voyages wollte das Schiff, dessen Form an die Paketschiffe des späten 19. Jahrhunderts erinnern soll, im Sommer auf den Großen Seen, im Frühling und Herbst entlang der US-Ostküste sowie in den Wintermonaten in der Karibik einsetzen, meldete aber noch vor der Ablieferung des Schiffes im Oktober 2001 Insolvenz an.
Das am 17. November 2000 auf der Bauwerft getaufte Schiff wurde im Dezember 2004 fertiggestellt und zunächst in Green Cove Springs am St. Johns River aufgelegt. Die Baukosten für das Schiff waren mit 37 Millionen US-Dollar veranschlagt und beliefen sich am Ende auf 38,5 Millionen US-Dollar. Im Juni 2008 verkaufte die Maritime Administration des U.S. Department of Transportation das Schiff gemeinsam mit dem Schwesterschiff Cape May Light für zusammen 18 Millionen US-Dollar.
Das Schiff wurde von verschiedenen Reedereien für Kreuzfahrten von US-amerikanischen Häfen aus genutzt und 2011 an die Clipper Group verkauft. Die Clipper Group vercharterte das in Sea Discoverer umbenannte Schiff an Comfort at Sea, die es als Hotelschiff für die Errichtung von Offshore-Windparks einsetzt.
Im Juli 2017 kaufte die Victory Cruise Lines das Schiff. Neuer Name des Schiffes wurde Victory II. Nach einem Umbau im Jahr 2019 wurde das Schiff, ab 2022 als Ocean Navigator, von dem in Fort Lauderdale im US-Bundesstaat Florida ansässigen Unternehmen American Queen Voyages für Kreuzfahrten auf den Großen Seen, dem Sankt-Lorenz-Strom und in Neuengland sowie zur Yucatán-Halbinsel in Mexiko eingesetzt. American Queen Voyages stelle Anfang 2024 den Betrieb ein. Im April 2025 übernahm die neu gegründete Reederei Victory Cruise Lines das Schiff, benannte es wieder in Victory II um und will es für Kreuzfahrten auf den Großen Seen, dem Sankt-Lorenz-Seeweg und entlang der Atlantikküste bis nach Portsmouth im US-Bundesstaat Virginia einsetzen. Die Taufe des Schiffes soll am 12. Mai in Chicago erfolgen.

## Technische Daten und Ausstattung
Das Schiff wird von zwei Viertakt-Dieselmotoren des Herstellers Caterpillar (Typ: 3516 TA) mit jeweils 1491 kW Leistung angetrieben. Die Motoren treiben zwei Ruderpropeller an. Das Schiff erreicht eine Geschwindigkeit von 14 kn. Es ist mit einem Bugstrahlruder mit rund 740 kW Leistung ausgerüstet.
Für die Stromversorgung stehen zwei von Caterpillar-Dieselmotoren des Typs 3516B mit jeweils 1901 kW Leistung angetriebene Generatoren mit 2261 kVA Scheinleistung sowie ein von einem Caterpillar-Dieselmotor mit 315 kW Leistung angetriebener Notgenerator mit 394 kVA Scheinleistung zur Verfügung.
Das Schiff verfügt über sechs Decks. American Queen Voyages vermarktete das Schiff mit 101 Doppelkabinen, so dass 202 Passagiere an Bord untergebracht werden konnten. Bei Victory Cruise Lines stehen 95 Kabinen für 190 Passagiere zur Verfügung. Alle Kabinen sind Außenkabinen. Für die Besatzungsmitglieder stehen acht Einzelkabinen und 36 Doppelkabinen zur Verfügung.